# Rhadinella rogerromani
Rhadinella rogerromani är en ormart som beskrevs av Köhler och McCranie 1999. Rhadinella rogerromani ingår i släktet Rhadinella och familjen snokar. Inga underarter finns listade i Catalogue of Life.
Denna orm förekommer endemisk i Bosawas Biosphere Reserve i norra Nicaragua. Den är endast känd från ett exemplar som hittades vid 1450 meter över havet. Regionen är täckt av molnskog. Rhadinella rogerromani gräver i lövskiktet och i det översta jordlagret.
Det kända utbredningsområdet är litet men det är utvisat som en skyddszon. IUCN listar arten som nära hotad (NT).